# Hildegard Boerner
Paula Hildegard Boerner, auch Hildegard Börner (* 12. März 1870 in Leipzig; † 28. November 1945 in Halle (Saale)), war eine deutsche Konzertsängerin und Gesangsmeisterin.

## Leben
Sie war die Tochter eines Lehrers und pädagogischen Schriftstellers und dessen Ehefrau Caroline geborene Franke. Nach dem Besuch der Höheren Töchterschule in Leipzig besuchte sie ein Pensionat in der Schweiz. Sie studierte Gesang bei der Opernsängerin Marie Haupt, der Ehefrau des Heldentenors Georg Unger in Leipzig, dann wechselte sie zu Aglaja Orgeni nach Dresden und Wally Schauseil nach Köln. Außerdem ließ sie sich noch von weiteren Gesangslehrern ausbilden.
Von 1910 bis 1914 war sie Lehrerin am Konsistorium in Koblenz. Im Ersten Weltkrieg wechselte sie an die Meisterklasse des Konsistoriums nach Dortmund, wo sie bis 1921 tätig war.
Zwischen 1900 und 1919 gab Hildegard Boerner zahlreiche Konzerte im In- und Ausland als Konzertsopranistin und nahm Schallplatten und Rundfunkaufnahmen auf. Sie bildete viele Sängerinnen und Sänger aus und gab auch Tanzunterricht. In den 1920er und 1930er Jahren lebte sie als Gesangsmeisterin in Berlin-Charlottenburg, Wielandstraße 13.
Sie war Mitglied der Reichsmusikkammer.

## Familie
Sie heiratete am 18. Juli 1889 den Professor Emil Richard Boerner, mit dem sie die Kinder Irma (* 1890), Elli (* 1896) und Charlotte (* 1906) hatte. Alle Töchter schlugen alle künstlerische Laufbahnen ein. Irma wurde Malerin, Elli Schauspielerin und Charlotte Sängerin.